# Marius Büchi
Marius Büchi (* 14. Juni 2000) ist ein deutscher Volleyballspieler.

## Karriere
Büchi begann seine Karriere beim TuS Kriftel. Mit dem Verein spielte der Diagonalangreifer von 2020 bis 2025 durchgehend in der Zweiten Liga Süd. Im DVV-Pokal 2024/25 traf er mit Kriftel im Achtelfinale auf die SVG Lüneburg. Die Zweitliga-Saison beendete der Verein auf dem zweiten Rang. 2025 wurde Büchi vom Erstligisten ASV Dachau verpflichtet.